# Takuya Kimura
Takuya Kimura (jap. 木村 拓哉 Kimura Takuya; ur. 13 listopada 1972) – japoński aktor oraz członek zespołu SMAP.

## Życie osobiste
Kimura ożenił się z piosenkarką Shizuką Kudo 5 grudnia 2000 roku. Mają dwie córki, Kokomi (心美), urodzoną 1 maja 2001 roku i Mitsuki (光希), urodzoną 5 lutego 2003 roku.

## Filmografia

### Seriale
- BG ~ Shinpen Keigonin (TV Asahi 2018)
- A LIFE ~ Kanashiki Hito (TBS 2017)
- I’m Home (TV Asahi 2015)
- Hero 2 (Fuji TV 2014) jako Kuriyu Kouhei
- Miyamoto Musashi (TV Asahi 2014)
- Ando Lloyd ~ A.I. Knows Love? (TBS 2013) jako Matsushima Reiji / Ando Lloyd
- Priceless (Fuji TV 2012)
- Nankyoku Tairiku (TBS 2011)
- Doku Tomato Satsujin Jiken (TV Asahi 2010)
- Tsuki no Koibito (Fuji TV 2010)
- Kochikame (TBS 2009) odc.8
- MR. BRAIN (TBS 2009)
- CHANGE jako Asakura Keita (Fuji TV 2008)
- Karei naru Ichizoku (TBS 2007)
- Saiyuuki (Fuji TV 2006) odc.1
- Engine (Fuji TV 2005)
- Pride (Fuji TV 2004) jako Satonaka Halu
- Good Luck!! (TBS 2003)
- Sora Kara Furu Ichioku no Hoshi (Fuji TV 2002)
- Chuushingura 1/47 (Fuji TV 2001)
- Hero (Fuji TV 2001) jako Kuriyu Kouhei
- Yonimo Kimyona Monogatari BLACK ROOM (Fuji TV 2001)
- Food Fight (NTV 2000)
- Beautiful Life (TBS 2000)
- Konya wa Eigyouchu (Fuji TV 1999)
- Nemureru Mori (Fuji TV 1998)
- Oda Nobunaga (TBS 1998)
- Love Generation (Fuji TV 1997)
- Gift jako (Fuji TV 1997)
- Ii Hito (Fuji TV 1997)
- Boku ga Boku de Aru Tame ni (Fuji TV 1997)
- Kyosokyoku (TBS 1996)
- Long Vacation (Fuji TV 1996) jako Hidetoshi Senna
- Lieutenant Ninzaburo Furuhata (Fuji TV 1996) odc.17
- Jinsei wa Jojo da (TBS 1995)
- Kimi wa Toki no Kanata e (TV Asahi 1995)
- Wakamono no Subete (Fuji TV 1994)
- Asunaro Hakusho (Fuji TV 1993)
- Izu no Odorikko (TV Tokyo 1993)
- Sono Toki, Heart wa Nusumareta (Fuji TV 1992)
- Otouto (TBS 1990)

### Filmy
- Miecz nieśmiertelnego jako Manji (2017)
- Hero 2 jako Kuriyu Kouhei (2015)
- Space Battleship Yamato (2010)
- Redline jako JP (głos) (2009)
- Przychodzę z deszczem (2008)
- Hero jako Kuriyu Kouhei (2007)
- Bushi no Ichibun (2006)
- Hauru no Ugoku Shiro (2005) (głos)
- 2046 (2004)
- Kimi wo Wasurenai (1995)
- Shoot (1994)
- Hajimete no Natsu ~Airplane Brothers~ (1993)
- Kokoro no Kagami ~Mirror of the Heart~ (1990)